# Sucinorhagonycha kulickae
Sucinorhagonycha kulickae (лат.) — ископаемый вид жуков-мягкотелок рода Sucinorhagonycha. Обнаружены в янтаре Европы (Польша, Балтийский янтарь, возраст около 35 млн лет). Мелкие жуки, длина тела 4,5 мм (в основном чёрно-коричневого цвета), длина надкрылий 3,5 мм. Вид был впервые описан в 1996 году польским колеоптерологом А. Кушкой Архивная копия от 1 февраля 2017 на Wayback Machine (Antoni Kuśka, 1940—2010; Department of Biological Sciences, Academy of Physical Education Katowice, Катовице, Польша).